# Xã Chester, Quận Geauga, Ohio
Xã Chester (tiếng Anh: Chester Township) là một xã thuộc quận Geauga, tiểu bang Ohio, Hoa Kỳ. Năm 2010, dân số của xã này là 10.255 người.